# Déroute de Winchester
Pour les articles homonymes, voir Bataille de Winchester.
Batailles
La déroute de Winchester ou parfois bataille de Winchester se déroule le 14 septembre 1141. Cet événement est un épisode important d'une période sombre de l'Histoire de l'Angleterre : l'Anarchie. Le parti royal d'Étienne d'Angleterre parvient à la suite de la débâcle du camp angevin adversaire à capturer Robert de Gloucester. Il peut ainsi l'échanger contre le roi Étienne qui a été capturé lors de la bataille de Lincoln, quelques mois plus tôt.

## Contexte
Lors de la bataille de Lincoln, le 2 février 1141, le roi Étienne d'Angleterre est battu lors de la seule bataille décisive de la guerre civile. Il est capturé, puis emprisonné à Bristol. Mathilde se trouve en position de force dans le royaume, et le 3 mars se proclame Domina Anglorum, « Dame des Anglais », avec l'accord de l'évêque de Winchester Henri de Blois, légat papal et propre frère d'Étienne.
Le 7 avril, elle est proclamée Angliae Normanniaeque domina, « Dame des Anglais et des Normands », au concile de Winchester, mais l'assistance est maigre. Des dispositions sont prises pour qu'elle soit couronnée à Westminster. Bien qu'elle contrôle dorénavant le royaume, elle n'est pas encore couronnée. En juin, elle part à Londres se faire sacrer reine. Entrée dans la ville le 24 juin, son séjour y fut court et houleux. Obligée de fuir la ville en catastrophe, elle se replie sur Oxford. L'évêque de Winchester décide une nouvelle fois de changer de camp et rejoint le parti de son frère, Étienne. Mathilde décide alors de se rendre à Winchester pour le forcer à la couronner.

## Déroulement
Mathilde arrive dans la ville le 12 août 1141. Robert de Gloucester, son demi-frère et commandant militaire, est arrivé quelques jours plus tôt pour s'emparer du château royal à l'autre bout de la ville. L'évêque de Winchester, quant à lui, s'est réfugié dans son château-palace de Wolvesey (en). Les partisans de l'Emperesse n'assiègent pas immédiatement l'évêque, mais il est convoqué au château voisin pour une entrevue. Celui-ci refuse de venir et envoie des messagers requérir de l'aide.
Mathilde de Boulogne, l'épouse d'Étienne d'Angleterre, meneuse de son parti depuis la capture de ce dernier, répond à son appel et lève une importante armée avec l'aide de son capitaine de mercenaires Guillaume d'Ypres. Leurs troupes arrivent vers la mi-septembre assiégeant les assiégeants. La situation est originale, car une armée, dans le château, se trouve assiégée par une armée dans la ville qui elle-même se trouve assiégée par une armée à l'extérieur des murs. Les partisans de l'Emperesse se trouvent donc dans une situation particulièrement inconfortable, et en sous-nombre par rapport à leurs adversaires. Elle comprend qu'elle a agi inconsidérément, peut-être croyant qu'il n'y avait pas de danger car tout le royaume était de son côté, ou croyant qu'elle pourrait rapidement convaincre l'évêque de changer d'avis.
Voyant la situation depuis Oxford, Geoffrey de Mandeville, 1er comte d'Essex, et Gilbert de Clare, 1er comte de Pembroke, abandonnent son camp et rejoignent la comtesse de Boulogne. La situation se complique lorsque, peu après, Guillaume d'Ypres déploie une grande force au nord de la ville, coupant la route vers Oxford et Gloucester. Les Angevins comprennent qu'ils vont bientôt être encerclés. Pour aggraver encore plus la situation, la milice de Londres est sur le chemin de Winchester, et Ranulf de Gernon, 4e comte de Chester, déserte leur cause.
Le siège n'étant plus tenable, le 14 septembre, Robert de Gloucester décide de quitter la ville. Alors que le mouvement est lancé, il reste dans l'arrière-garde pour couvrir la fuite de sa sœur. Devant, L'Emperesse et son escorte sont capables d'échapper aux troupes royalistes, mais à l'arrière, la situation devient compliquée. Le roi David Ier d'Écosse, Miles de Gloucester et leurs hommes sont obligés de fuir pour sauver leurs vies. Robert de Gloucester a moins de chance et est capturé par Guillaume (III) de Warenne, le comte de Surrey.
Une autre force angevine, menée par Robert d'Okehampton, Jean le Maréchal et Geoffroy Boterel, le frère d'Alain le Noir, le lord de Richmond, se trouve piégée dans l'abbaye de Wherwell en protégeant elle aussi la fuite de l'Emperesse. Ils sont forcés de se rendre quand l'abbaye est incendiée, à part Jean le Maréchal qui fait le mort et échappe à ses poursuivants, perdant tout de même un œil à cause du feu.
Miles de Gloucester, le comte d'Hereford, doit abandonner ses armes et se débarrasser de son armure. Il arrive alors à Gloucester à pied, « fatigué, seul, et à moitié nu »,.

## Conclusion
La liberté de Robert de Gloucester lui sera rendue en novembre 1141, après qu'un échange fut arrangé, Robert contre Étienne. Robert, bien que n'étant pas roi, est l'âme et le capitaine des troupes de sa sœur. Mathilde L'Emperesse consent donc à un échange sans demander de contrepartie. Elle a donc complètement perdu l'avantage qu'elle avait gagné à la bataille de Lincoln par son arrogance et ses erreurs de jugement. La guerre civile peut continuer de plus belle.

### Sources
- (en) Marjorie Chibnall, « Matilda [Matilda of England] (1102–1167) », dans Oxford Dictionary of National Biography, Oxford University Press, 2004 (lire en ligne ).
- (en) David Crouch, The reign of King Stephen, 1135-1154, Harlow New York, Longman, 2000, 384 p. (ISBN 978-0-582-22658-6 et 978-0-582-22657-9), p. 184-188.